# 天龙座42b
天龙座42b是一颗位于天龙座、距地球317光年的系外行星，其母星为第五星等K型巨星天龍座42。该行星质量接近木星质量的4倍，故属于类木行星；其轨道周期为479个地球日，轨道离心率达0.38。2009年3月20日，科学家通过径向速度法发现该行星。